# 粕淵駅
粕淵駅（かすぶちえき）は、島根県邑智郡美郷町粕渕にあった、西日本旅客鉄道（JR西日本）三江線の駅（廃駅）である。
地名は俗字（異体字）の「渕」を用いているが、駅名には正字の「淵」を用いていた。江の川の蛇行部分にあたり、当初の三江線の計画では明塚駅から東方へトンネルでショートカットされる予定であったが、地元の強い誘致運動により川沿いのルートが選択され浜原駅とともに粕淵駅が設けられた。三江線の廃止に伴い、2018年（平成30年）4月1日に廃駅となった。

## 歴史

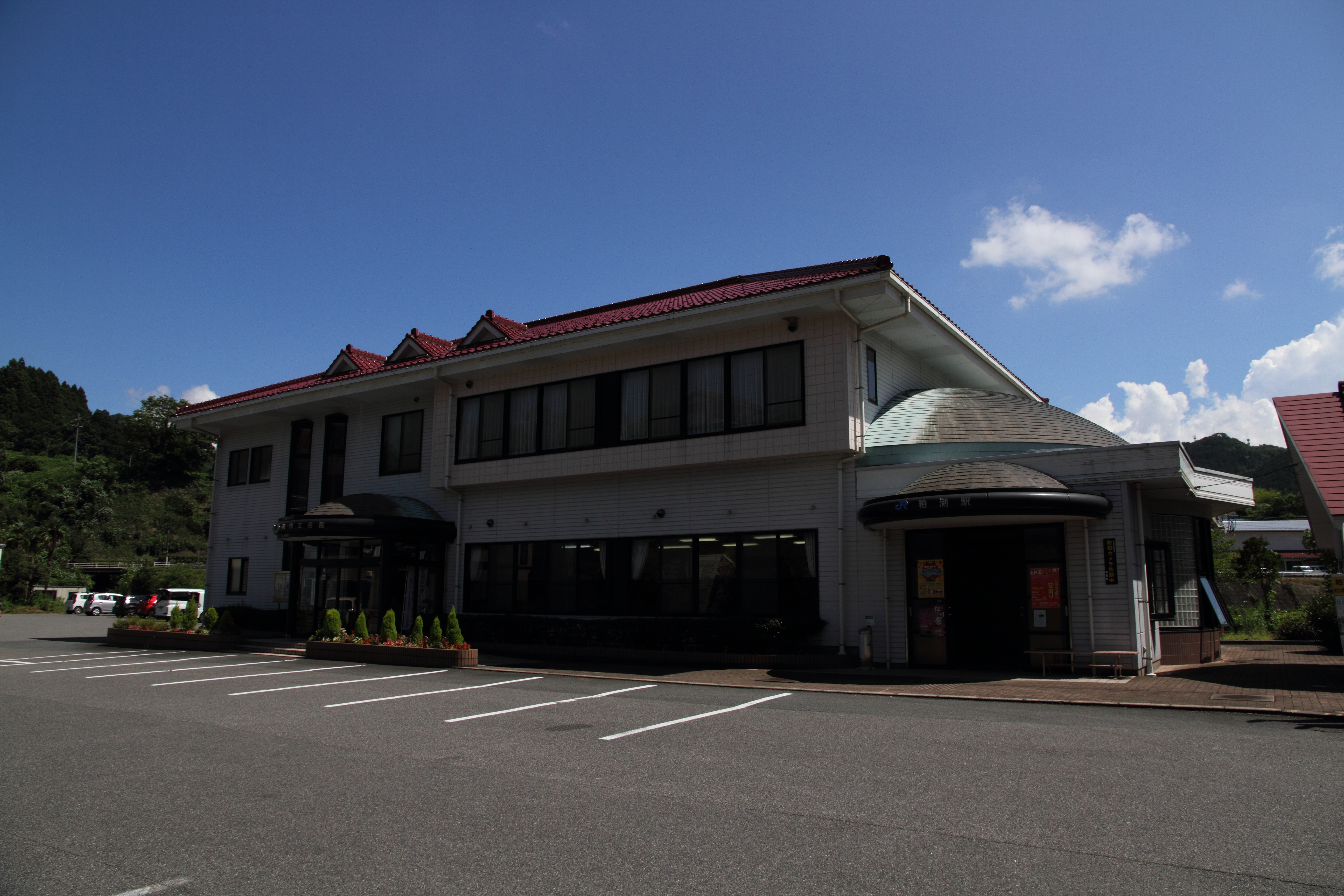
廃線後の駅舎（2019年7月）

- 1937年（昭和12年）10月20日：三江線の石見簗瀬駅 - 浜原駅間延伸に伴い、有人駅として開業[1]。
- 1955年（昭和30年）3月31日：三江南線開業に伴い、従来の三江線が三江北線に改称され、当駅も同線の所属駅となる。
- 1975年（昭和50年）8月31日：当駅を含む江津駅 - 三次駅間が全通したため三江北線が現行の三江線の一部となり、当駅も同線の所属駅となる。
- 1987年（昭和62年）4月1日：国鉄分割民営化により、西日本旅客鉄道が継承[1]。
- 1990年（平成2年）3月10日：無人駅化[3][4]。
- 1995年（平成7年）9月：駅舎改築工事に着手[5]。
- 1996年（平成8年）4月：駅舎改築[5]。
- 2005年（平成17年）：美郷町商工会が駅業務を受託する、簡易委託駅となる[6]。
- 2018年（平成30年）4月1日：三江線の全線廃止に伴い、廃駅となる。

## 駅構造

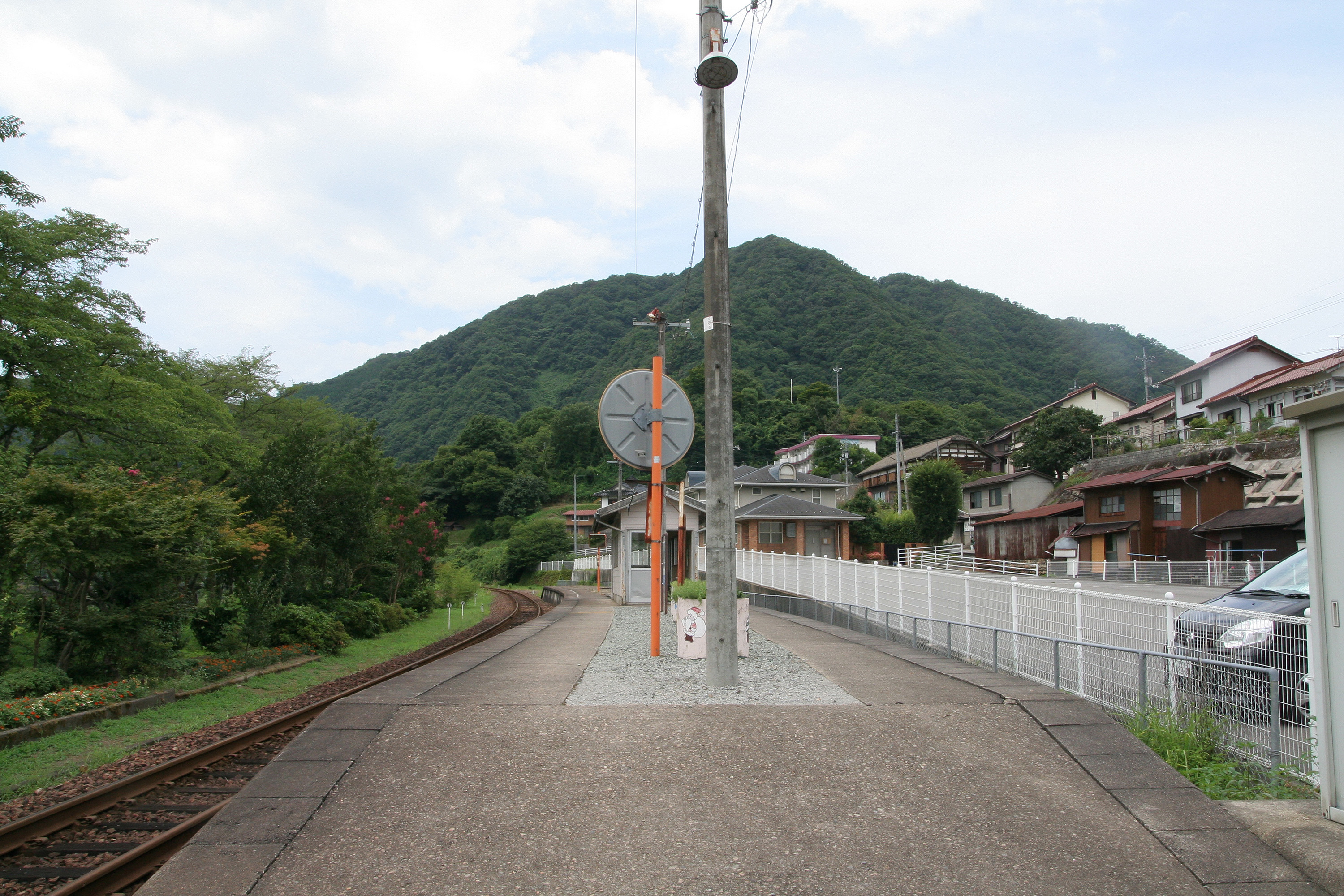
構内（2008年7月）

浜原方面に向かって左側に、単式ホーム1面1線を持つ地上駅（停留所）であった。
駅舎は美郷町商工会館と合築で、商工会の係員が出札業務を受託（管理は浜田鉄道部が担当）する簡易委託駅であり、平日の日中のみ窓口の営業を行っていた（なお、改築前の駅舎は、浜原駅の駅舎とほぼ同じ作りの木造平屋建てであった）。また、駅前を発着する石見交通のバスの定期券・バスカードの発売も行っていた。なお、自動券売機などは設置されていなかった。ホーム上に待合室があった。
かつては島式ホーム1面2線を有する駅であったが、片側の線路は撤去され、その路盤は現駅舎及び駅前駐車場の用地に転用された。

## 利用状況
近年の1日平均乗車人員は以下の通りである。業務上の主要駅である隣の浜原駅よりも多かった。なお、1994年度は103人、1984年度は184人だった。
| 乗車人員推移 | 乗車人員推移 |
| 年度         | 1日平均人数  |
| ------------ | ------------ |
| 1999         | 58           |
| 2000         | 55           |
| 2001         | 53           |
| 2002         | 57           |
| 2003         | 64           |
| 2004         | 64           |
| 2005         | 60           |
| 2006         | 53           |
| 2007         | 37           |
| 2008         | 28           |
| 2009         | 26           |
| 2010         | 21           |
| 2011         | 22           |
| 2012         | 23           |
| 2013         | 17           |
| 2014         | 23           |
| 2015         | 25           |
| 2016         | 24           |
| 2017         | 25           |

## 駅周辺
三瓶山への最寄り駅であった。
- 美郷町役場
- 美郷町立邑智中学校
- 美郷町立邑智小学校
- 粕淵郵便局
- 山陰合同銀行 粕淵支店
- 島根中央信用金庫
- ゴールデンユートピアおおち
- カヌーの里おおち

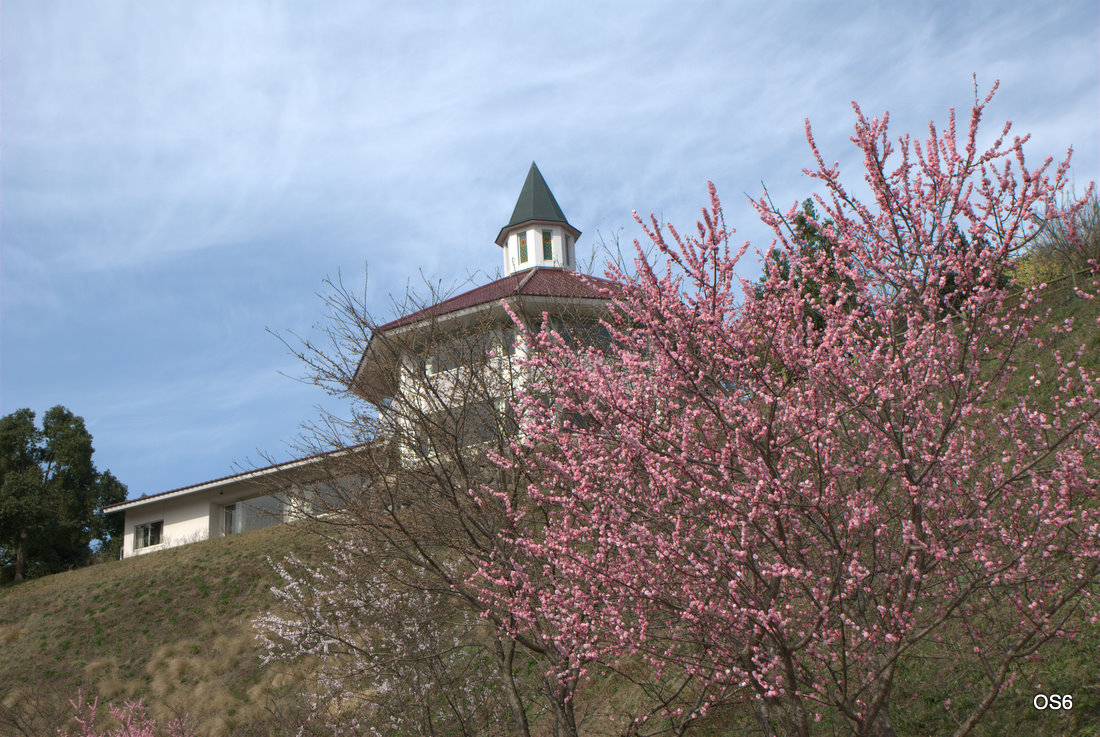
ゴールデンユートピアおおち

- 島根県農業協同組合（JAしまね）Aコープ（運営：Aコープ西日本）おおち店
- みさと市
- 亀遊亭
- 西原山浄土寺
- 湯抱温泉 - 当駅から4 km
- 江の川
- 国道375号
- 島根県立邑智高等学校 - 島根県立島根中央高等学校に統合されたため、2009年3月に廃校。

### バス路線
駅前に「粕渕駅」停留所があり、下記の路線が発着する。
- 石見交通
  - 粕渕線：大田バスセンター、酒谷
- 大和観光
  - 川本美郷線：石見川本、浜原駅、上野
- 美郷町営バス
  - 粕淵竹線

国鉄時代には、広浜線連絡の国鉄バスも発着していた。三江線廃止に伴うバス路線再編により粕淵都賀線は廃止され、現在は石見交通粕淵線、美郷町営バス粕淵竹線、大和観光の運行する川本美郷線が乗り入れている。

## その他
- 三江線活性化協議会により、石見神楽の演目名にちなんだ「神武」の愛称が付けられていた[7]。

## 隣の駅
西日本旅客鉄道（JR西日本）
 三江線
明塚駅 - 粕淵駅 - 浜原駅
かつて明塚と当駅との間に野井仮乗降場が存在した。

#### 統計資料
1. ↑  “島根県統計書”. しまね統計情報データベース.   島根県政策企画局. 2025年2月5日閲覧。